# Puchar Europy w Lekkoatletyce 1965 – półfinał kobiet (Lipsk)
Półfinał kobiet rozgrywany w ramach pucharu Europy w lekkoatletyce w 1965 odbył się 22 sierpnia w Lipsku. Był to jeden z trzech półfinałów. Pozostałe odbyły się w Fontainebleau i Konstancy.
Wystąpiło sześć zespołów, z których dwa najlepsze awansowały do finału.

## Klasyfikacja generalna
| Poz. | Reprezentacja  | Punkty |
| ---- | -------------- | ------ |
| 1    | NRD            | 58     |
| 2    | Polska         | 56     |
| 3    | Czechosłowacja | 39     |
| 4    | Szwecja        | 30     |
| 5    | Włochy         | 25     |
| 6    | Dania          | 23     |

## Wyniki indywidualne
Kolorami oznaczono zawodniczki reprezentujące zwycięskie drużyny.

### Bieg na 100 metrów
| Lp. | Państwo        | Zawodniczka        | Wynik |
| --- | -------------- | ------------------ | ----- |
| 1.  | Polska         | Elżbieta Kolejwa   | 11,7  |
| 2.  | NRD            | Ingrid Tiedtke     | 11,8  |
| 3.  | Czechosłowacja | Alena Hiltscherová | 11,9  |
| 4.  | Włochy         | Donata Govoni      | 12,0  |
| 5.  | Szwecja        | Karin Wallgren     | 12,1  |
| 6.  | Dania          | Else Hadrup        | 12,2  |

### Bieg na 200 metrów
| Lp. | Państwo        | Zawodniczka       | Wynik |
| --- | -------------- | ----------------- | ----- |
| 1.  | Polska         | Ewa Kłobukowska   | 23,2  |
| 2.  | NRD            | Gundula Diel      | 24,1  |
| 3.  | Włochy         | Donata Govoni     | 24,5  |
| 4.  | Czechosłowacja | Libuše Eichlerová | 24,6  |
| 5.  | Szwecja        | Karin Wallgren    | 24,7  |
| 6.  | Dania          | Else Hadrup       | 24,9  |

### Bieg na 400 metrów
| Lp. | Państwo        | Zawodniczka       | Wynik |
| --- | -------------- | ----------------- | ----- |
| 1.  | NRD            | Gertrud Schmidt   | 53,8  |
| 2.  | Szwecja        | Elisabeth Östberg | 55,4  |
| 3.  | Polska         | Celinan Gerwin    | 55,7  |
| 4.  | Włochy         | Paola Pigni       | 55,8  |
| 5.  | Czechosłowacja | Libuše Macounová  | 56,6  |
| 6.  | Dania          | Kirsten Halner    | 59,1  |

### Bieg na 800 metrów
| Lp. | Państwo        | Zawodniczka       | Wynik  |
| --- | -------------- | ----------------- | ------ |
| 1.  | NRD            | Hannelore Suppe   | 2:07,0 |
| 2.  | Polska         | Danuta Sobieska   | 2:08,4 |
| 3.  | Dania          | Jette Andersen    | 2:09,9 |
| 4.  | Szwecja        | Gunilla Olausson  | 2:10,9 |
| 5.  | Czechosłowacja | Dobroslava Žáková | 2:11,2 |
| 6.  | Włochy         | Silvana Acquarone | 2:18,9 |

### Bieg na 80 metrów przez płotki
| Lp. | Państwo        | Zawodniczka           | Wynik |
| --- | -------------- | --------------------- | ----- |
| 1.  | NRD            | Gundula Diel          | 10,7  |
| 2.  | Polska         | Teresa Ciepły         | 11,0  |
| 3.  | Czechosłowacja | Alena Hiltscherová    | 11,1  |
| 4.  | Dania          | Nina Hansen           | 11,3  |
| 5.  | Szwecja        | Ulla-Britt Wieslander | 11,3  |
| 6.  | Włochy         | Magalì Vettorazzo     | 11,3  |

### Sztafeta 4 × 100 metrów
| Lp. | Państwo        | Zawodniczki                                                          | Wynik |
| --- | -------------- | -------------------------------------------------------------------- | ----- |
| 1.  | Polska         | Teresa Ciepły Elżbieta Kolejwa Irena Kirszenstein Ewa Kłobukowska    | 45,0  |
| 2.  | NRD            | Angela Höhme Ingrid Tiedtke Ursula Böhm Gundula Diel                 | 45,9  |
| 3.  | Szwecja        | Lena Hansen Elisabeth Östberg Karin Wallgren Ulla-Britt Wieslander   | 46,9  |
| 4.  | Czechosłowacja | Alena Hiltscherová Libuše Eichlerová Eva Kucmanová Alena Schusterová | 47,2  |
| 5.  | Dania          | Annelise Olsen Ulla Osterberg Else Hadrup Nina Hansen                | 47,6  |
| –   | Włochy         | Donata Govoni Giovanna Carboncini Daniela Spampani Magalì Vettorazzo | DQ    |

### Skok wzwyż
| Lp. | Państwo        | Zawodniczka         | Wynik |
| --- | -------------- | ------------------- | ----- |
| 1.  | NRD            | Karin Rüger         | 1,70  |
| 2.  | Polska         | Jarosława Bieda     | 1,70  |
| 3.  | Szwecja        | Agneta Falkengren   | 1,61  |
| 4.  | Czechosłowacja | Radmila Hušková     | 1,61  |
| 5.  | Dania          | Inger Husted        | 1,58  |
| 6.  | Włochy         | Gilda Cacciavillani | 1,55  |

### Skok w dal
| Lp. | Państwo        | Zawodniczka         | Wynik |
| --- | -------------- | ------------------- | ----- |
| 1.  | Polska         | Irena Kirszenstein  | 6,35  |
| 2.  | Włochy         | Maria Vittoria Trio | 6,24  |
| 3.  | NRD            | Inge Exner          | 6,14  |
| 4.  | Szwecja        | Ulla Olsson         | 5,91  |
| 5.  | Czechosłowacja | Eva Kucmanová       | 5,76  |
| 6.  | Dania          | Nina Hansen         | 5,70  |

### Pchnięcie kulą
| Lp. | Państwo        | Zawodniczka        | Wynik |
| --- | -------------- | ------------------ | ----- |
| 1.  | NRD            | Renate Garisch     | 16,32 |
| 2.  | Polska         | Eugenia Ciarkowska | 14,61 |
| 3.  | Czechosłowacja | Ludmila Jamborová  | 14,36 |
| 4.  | Dania          | Karen Inge Halkier | 14,24 |
| 5.  | Szwecja        | Gun-Britt Flink    | 13,84 |
| 6.  | Włochy         | Elivia Ricci       | 13,63 |

### Rzut dyskiem
| Lp. | Państwo        | Zawodniczka        | Wynik |
| --- | -------------- | ------------------ | ----- |
| 1.  | Czechosłowacja | Jiřina Němcová     | 52,54 |
| 2.  | NRD            | Anita Hentschel    | 52,26 |
| 3.  | Włochy         | Elivia Ricci       | 51,16 |
| 4.  | Polska         | Kazimiera Rykowska | 50,26 |
| 5.  | Dania          | Karen Inge Halkier | 42,46 |
| 6.  | Szwecja        | Lena Sandgren      | 41,06 |

### Rzut oszczepem
| Lp. | Państwo        | Zawodniczka            | Wynik |
| --- | -------------- | ---------------------- | ----- |
| 1.  | Czechosłowacja | Vlasta Hrbková         | 51,00 |
| 2.  | Polska         | Daniela Tarkowska      | 48,34 |
| 3.  | NRD            | Helga Schulze          | 48,16 |
| 4.  | Dania          | Ellen Kortsen          | 46,00 |
| 5.  | Szwecja        | Gun-Britt Liljegren    | 45,84 |
| 6.  | Włochy         | Anna Maria Mazzacurati | 42,26 |